# V.League 1
La V.League 1, oficialmente ，Night Wolf V.League 1 por razones de patrocinio, es la máxima categoría del fútbol en Vietnam. Actualmente es disputada por 14 clubes que juegan entre sí dos ruedas a partidos de ida y regreso. El club que se consagra campeón al final de temporada entra a disputar la Copa de la AFC, segunda en importancia por detrás de la Liga de Campeones de Asia.
La V.League alcanzó recientemente la quinta media más alta de asistencia entre las mejores ligas de Asia en el 2009 (10,526 espectadores por juego). 
La V.League es considerada como la mejor liga de fútbol en el sudeste asiático e incluida entre las 50 ligas en todo el planeta con respecto a la calidad, la asistencia y el profesionalismo.

## Patrocinios
Desde la temporada 2000-01, la V.League ha sido denominada con el nombre y logo de un patrocinador principal. Las siguientes empresas han actuado como patrocinadores principales:
- 2000-02: Strata Sport Marketing (Strata V-League)
- 2003: PepsiCo (Sting V-League)
- 2004: Kinh Do (Kinh Do V-League)
- 2005: Tan Hiep Phat (Number One V-League)
- 2006: Eurowindow (Eurowindow V-League)
- 2007-10: Petro Vietnam Gas (Gas Petro Vietnam V-League)
- 2011-14: Eximbank (Eximbank V.League)
- 2015-17: Toyota (Toyota V.League 1)
- 2018: Nutifood (NutiCafe V.League 1)
- 2019 : Wake-up 247 (Wake-u 247 V.League 1)
- 2020 : LS (LS V.League 1)

## Equipos de la temporada 2024-25
| Equipo                | Localización     | Estadio              | Capacidad |
| --------------------- | ---------------- | -------------------- | --------- |
| Becamex Binh Duong    | Thủ Dầu Một      | Gò Đậu Stadium       | 13,035    |
| Đông Á Thanh Hóa      | Thanh Hoa        | Thanh Hóa Stadium    | 12,000    |
| Hải Phòng FC          | Haiphong         | Lạch Tray Stadium    | 30,000    |
| Cong An Hanoi FC      | Hanoi            | Hàng Đẫy Stadium     | 22,500    |
| Hà Nội FC             | Hanoi            | Hàng Đẫy Stadium     | 22,500    |
| The Cong-Viettel FC   | Hanoi            | Mỹ Đình Stadium      | 40,200    |
| Ho Chi Minh City FC   | Ho Chi Minh City | Thống Nhất Stadium   | 16,000    |
| Hoang Anh Gia Lai FC  | Pleiku           | Pleiku Stadium       | 12,000    |
| Hong Linh Ha Tinh FC  | Ha Tinh          | Hà Tĩnh Stadium      | 20,000    |
| Quang Nam FC          | Quang Nam        | Tam Kỳ Stadium       | 15,000    |
| Quy Nhơn Bình Định FC | Quy Nhơn         | Quy Nhơn Stadium     | 15,000    |
| SHB Đà Nẵng           | Da Nang          | Hòa Xuân Stadium     | 20,500    |
| Song Lam Nghe An FC   | Vinh             | Vinh Stadium         | 18,000    |
| Thep Xanh Nam Dinh FC | Nam Định         | Thiên Trường Stadium | 30,000    |

## Palmarés
Lista de campeones de la liga vietnamita.
| Temporada | Campeón                                | Subcampeón                             | Máximo Goleador                              | Club                                      | Goles                                  |
| --------- | -------------------------------------- | -------------------------------------- | -------------------------------------------- | ----------------------------------------- | -------------------------------------- |
| 1980      | Tổng Cục Đường Sắt                     | Công An Hà Nội                         | Lê Văn Đặng                                  | Công an Hà Nội                            | 10                                     |
| 1981-82   | Câu lạc bộ Quân đội                    | Quân Khu Thủ đô                        | Võ Thành Sơn                                 | Sở Công Nghiệp                            | 15                                     |
| 1982-83   | Câu lạc bộ Quân đội                    | Hải Quan                               | Nguyễn Cao Cường                             | Câu lạc bộ Quân đội                       | 22                                     |
| 1984      | Công An Hà Nội                         | Câu lạc bộ Quân đội                    | Nguyễn Văn Dũng                              | Công Nghiệp Hà Nam Định                   | 15                                     |
| 1985      | Công Nghiệp Hà Nam Định                | Sở Công Nghiệp                         | Nguyễn Văn Dũng                              | Công Nghiệp Hà Nam Định                   | 15                                     |
| 1986      | Cảng Sài Gòn                           | Hải Quan                               | Nguyễn Văn Dũng Nguyễn Minh Huy              | Công Nghiệp Hà Nam Định Hải Quan          | 12                                     |
| 1987-88   | Câu lạc bộ Quân đội                    | Quảng Nam Đà Nẵng                      | Lưu Tấn Liêm                                 | Hải Quan                                  | 15                                     |
| 1989      | Đồng Tháp                              | Câu lạc bộ Quân đội                    | Hà Vương Ngầu Nại                            | Cảng Sài Gòn                              | 10                                     |
| 1990      | Câu lạc bộ Quân đội                    | Quảng Nam Đà Nẵng                      | Nguyễn Hồng Sơn                              | Câu lạc bộ Quân đội                       | 10                                     |
| 1991      | Hải Quan                               | Quảng Nam Đà Nẵng                      | Hà Vương Ngầu Nại                            | Cảng Sài Gòn                              | 10                                     |
| 1992      | Quảng Nam Đà Nẵng                      | Công An Hải Phòng                      | Trần Minh Toàn                               | Quảng Nam-Đà Nẵng                         | 6                                      |
| 1993-94   | Cảng Sài Gòn                           | Công An Hồ Chí Minh                    | Nguyễn Công Long Bùi Sĩ Thành                | Bình Ðịnh FC Đồng Tâm Long An             | 12                                     |
| 1995      | Công An Hồ Chí Minh                    | Thùa Thiên Huế                         | Trần Minh Chiến                              | Công An Hồ Chí Minh                       | 14                                     |
| 1996      | Đồng Tháp                              | Công An Hồ Chí Minh                    | Lê Huỳnh Đức                                 | Công An Hồ Chí Minh                       | 25                                     |
| 1997      | Cảng Sài Gòn                           | Sông Lam Nghệ An                       | Lê Huỳnh Đức                                 | Công An Hồ Chí Minh                       | 16                                     |
| 1998      | Câu lạc bộ Quân đội                    | Công An Hà Nội FC                      | Nguyễn Văn Dũng                              | Nam Định FC                               | 17                                     |
| 1999-00   | Sông Lam Nghệ An                       | Công An Hồ Chí Minh                    | Văn Sỹ Thuỷ                                  | Sông Lam Nghệ An                          | 14                                     |
| 2000-01   | Sông Lam Nghệ An                       | Nam Định FC                            | Đặng Đạo                                     | Thanh Hóa FC                              | 11                                     |
| 2001-02   | Cảng Sài Gòn                           | Công An Hồ Chí Minh                    | Hồ Văn Lợi                                   | Cảng Sài Gòn                              | 9                                      |
| 2003      | Hoàng Anh Gia Lai                      | Đồng Tâm Long An                       | Emeka Achilefu                               | Nam Định FC                               | 11                                     |
| 2004      | Hoàng Anh Gia Lai                      | Nam Định FC                            | Amaobi Uzowuru                               | Nam Định FC                               | 15                                     |
| 2005      | Đồng Tâm Long An                       | SHB Ðà Nẵng                            | Kesley Alves                                 | Bình Dương FC                             | 21                                     |
| 2006      | Đồng Tâm Long An                       | Bình Dương FC                          | Elenildo de Jesus                            | Cảng Sài Gòn                              | 18                                     |
| 2007      | Bình Dương FC                          | Đồng Tâm Long An                       | Jose Emidio de Almeida                       | SHB Ðà Nẵng                               | 16                                     |
| 2008      | Bình Dương FC                          | Đồng Tâm Long An                       | Jose Emidio de Almeida                       | SHB Ðà Nẵng                               | 23                                     |
| 2009      | SHB Ðà Nẵng                            | Bình Dương FC                          | Gastón Merlo Lazaro de Souza                 | SHB Ðà Nẵng Navibank Saigon               | 15                                     |
| 2010      | Hà Nội T&T                             | Hải Phòng FC                           | Gastón Merlo                                 | SHB Ðà Nẵng                               | 19                                     |
| 2011      | Sông Lam Nghệ An                       | Hà Nội T&T                             | Gastón Merlo                                 | SHB Ðà Nẵng                               | 22                                     |
| 2012      | SHB Ðà Nẵng                            | Hà Nội T&T                             | Timothy Anjembe                              | Hà Nội FC                                 | 17                                     |
| 2013      | Hà Nội T&T                             | Hoàng Anh Gia Lai                      | Samson Kayode Olaley                         | Hà Nội T&T                                | 17                                     |
| 2014      | Bình Dương FC                          | Hà Nội T&T                             | Samson Kayode Olaley                         | Hà Nội T&T                                | 24                                     |
| 2015      | Bình Dương FC                          | Hà Nội T&T                             | Tambwe Patiyo                                | QNK Quảng Nam FC                          | 18                                     |
| 2016      | Hà Nội T&T                             | Hải Phòng FC                           | Gastón Merlo                                 | SHB Đà Nẵng                               | 24                                     |
| 2017      | QNK Quảng Nam FC                       | FLC Thanh Hóa                          | Nguyễn Anh Đức                               | Becamex Bình Dương FC                     | 17                                     |
| 2018      | Hà Nội FC                              | FLC Thanh Hóa                          | Oseni Ganiyu                                 | Hà Nội FC                                 | 17                                     |
| 2019      | Hà Nội FC                              | Ho Chi Minh City FC                    | Pape Omar Faye Bruno Cantanhede              | Hà Nội FC Viettel FC                      | 15                                     |
| 2020      | Viettel FC                             | Hà Nội FC                              | Rimario Gordon Pedro Paulo                   | Hà Nội FC Sài Gòn F.C.                    | 12                                     |
| 2021      | Abandonado por la Pandemia de COVID-19 | Abandonado por la Pandemia de COVID-19 | Abandonado por la Pandemia de COVID-19       | Abandonado por la Pandemia de COVID-19    | Abandonado por la Pandemia de COVID-19 |
| 2022      | Hà Nội FC                              | Hải Phòng FC                           | Rimario Gordon                               | Hải Phòng FC                              | 17                                     |
| 2023      | Cong An Ha Noi FC                      | Hà Nội FC                              | Rafaelson                                    | Bình Ðịnh FC                              | 16                                     |
| 2023-24   | Thép Xanh Nam Định FC                  | Quy Nhơn Bình Định FC                  | Rafaelson                                    | Thép Xanh Nam Định FC                     | 31                                     |
| 2024-25   | Thép Xanh Nam Định FC                  | Hà Nội FC                              | Lucão do Break Alan Grafite Nguyễn Tiến Linh | Hải Phòng FC Công an Hà Nội Bình Dương FC | 14                                     |

## Títulos por club
| Club                                               | Campeón | 2° | Años campeón                             |
| -------------------------------------------------- | ------- | -- | ---------------------------------------- |
| Hà Nội FC                                          | 6       | 7  | 2010, 2013, 2016, 2018, 2019, 2022       |
| The Cong-Viettel FC (Viettel FC)                   | 6       | 2  | 1981-82, 1982-83, 1987, 1990, 1998, 2020 |
| Bình Dương FC (Becamex)                            | 4       | 2  | 2007, 2008, 2014, 2015                   |
| Ho Chi Minh City FC (Cảng Sài Gòn)                 | 4       | 1  | 1986, 1993-94, 1997, 2001-02             |
| Ðà Nẵng FC (SHB Ðà Nẵng)                           | 3       | 4  | 1992, 2009, 2012                         |
| Thép Xanh Nam Định FC (Công Nghiệp Hà Nam Định)    | 3       | 2  | 1985, 2024, 2025                         |
| Sông Lam Nghệ An                                   | 3       | 1  | 1999-00, 2000-01, 2011                   |
| Đồng Tâm Long An                                   | 2       | 3  | 2005, 2006                               |
| Hoàng Anh Gia Lai                                  | 2       | 1  | 2003, 2004                               |
| Đồng Tháp FC                                       | 2       | -  | 1989, 1996                               |
| Ho Chi Minh City Police FC (Công An Hồ Chí Minh) † | 1       | 4  | 1995                                     |
| Hà Nội FC (Công An Hà Nội & Hanoi ACB) †           | 1       | 2  | 1984                                     |
| Hải Quan †                                         | 1       | 2  | 1991                                     |
| Tổng Cục Đường Sắt                                 | 1       | -  | 1980                                     |
| QNK Quảng Nam FC                                   | 1       | -  | 2017                                     |
| Cong An Ha Noi FC                                  | 1       | -  | 2023                                     |
| Hải Phòng FC                                       | -       | 4  | -----                                    |
| Thanh Hóa FC                                       | -       | 2  | -----                                    |
| Quân Khu Thủ đô †                                  | -       | 1  | -----                                    |
| Sở Công Nghiệp †                                   | -       | 1  | -----                                    |
| CLB Bóng đá Huế                                    | -       | 1  | -----                                    |
| Quy Nhơn Bình Định FC                              | -       | 1  | -----                                    |

- † Equipo desaparecido.

## Histórico por club
Resumen de títulos obtenidos por equipo en competencias oficiales.
| Club                                             | V-League | Copa de Vietnam | Supercopa | Total |
| ------------------------------------------------ | -------- | --------------- | --------- | ----- |
| Hà Nội FC                                        | 6        | 3               | 1         | 10    |
| Bình Dương FC (Becamex)                          | 4        | 2               | 4         | 10    |
| Sông Lam Nghệ An                                 | 3        | 2               | 4         | 9     |
| The Cong-Viettel FC (Câu lạc bộ Quân đội)        | 6        | -               | 1         | 7     |
| Ho Chi Minh City FC (Cảng Sài Gòn)               | 4        | 2               | -         | 6     |
| Ðà Nẵng FC (SHB Ðà Nẵng)                         | 3        | 2               | 1         | 6     |
| Đồng Tâm Long An                                 | 2        | 1               | 1         | 4     |
| Nam Định FC (Công Nghiệp Hà Nam Định)            | 2        | 1               | -         | 3     |
| Hoàng Anh Gia Lai                                | 2        | -               | 2         | 4     |
| Đồng Tháp FC                                     | 2        | -               | -         | 2     |
| Ho Chi Minh City Police FC (Công An Hồ Chí Minh) | 1        | 2               | -         | 3     |
| DBD Hải Quan                                     | 1        | 2               | -         | 3     |
| Hà Nội FC (Công An Hà Nội & Hanoi ACB)           | 1        | 1               | -         | 2     |
| QNK Quảng Nam FC                                 | 1        | -               | 1         | 2     |
| Tổng Cục Đường Sắt                               | 1        | -               | -         | 1     |
| Cong An Ha Noi FC                                | 1        | -               | -         | 1     |
| Hải Phòng FC                                     | -        | 2               | 1         | 3     |
| Bình Ðịnh FC                                     | -        | 2               | -         | 2     |
| Than Quảng Ninh FC                               | -        | 1               | 1         | 2     |
| Vissai Ninh Binh FC                              | -        | 1               | 1         | 2     |
| Hòa Phát Hà Nội                                  | -        | 1               | -         | 1     |
| Navibank Saigon FC                               | -        | 1               | -         | 1     |
| Xuan Thanh Saigon FC                             | -        | 1               | -         | 1     |
| Thanh Hóa FC                                     | -        | -               | 1         | 1     |